# Берлова Наталія Генадіївна
Наталія Геннадіївна Берлова (уроджена Тринько; народилась 1968 року, Оренбург) — жінка-математик, професорка Кембриджського університету і Сколковського інституту науки і технологій.

## Біографія
Закінчила факультет обчислювальної математики і кібернетики МГУ в 1991 році, там же поступила до аспірантури. У 1992 році вступила до аспірантури Університету штату Флорида, де в 1997 році захистила дисертацію (PhD). У 1997—2002 роках працювала в Каліфорнійському університеті в Лос-Анджелесі (з 1999 року — асистентка професора), з 2002 року — викладачка, старша викладачка, рідер в Кембриджському університеті. В 2013 році стала професоркою математики Кембриджського університету — першою в Кембриджі жінкою-професором математики, другою жінкою-професором у відділенні прикладної математики і теоретичної фізики. Космолог Anne-Christine Davis стала професором теоретичної фізики в тому ж відділенні в Кембриджі в 2002 році.
З 2013 року-також професор Сколковського інституту науки і технологій.. У 2013—2014 роках — декан, з 2015 року — директорка програми по фотоніці і квантових матеріалах.
Розробляла математичні моделі надплинності, квантової турбулентності, когерентних процесів у квантових системах, конденсації Бозе-Ейнштейна, використання яких окрім загальнотеоретичного інтересу має широкі практичні перспективи.